# Ibuki
『ibuki』（いぶき）とは、2006年10月から2007年9月まで、テレビ東京系列局（テレビせとうち・TVQ九州放送を除く）および日本テレビ系列の一部で放送されていた、自然の風景を取り上げるミニ番組である。

## ナレーター
- 鈴木麻里子

## スタッフ
- 制作：TVBOX
- ディレクター：井上光紀、大槻圭介、谷知明、依田穣
- リサーチ：猪股慶一

## テーマ音楽
- 平沼有梨

## 番組編成
- 30秒間のCM（カウキャッチャーとして番組開始前に「Asahi KASEI」のCMが放送される。）
- タイトル・提供クレジット
- 本編
- クレジットタイトル
- 30秒間のCM（ネオマフォーム）
- 提供クレジット
- 次回予告

## 取り上げられた自然の風景
1. シラサギ
2. ヤマネ
3. モリアオガエル
4. オオサンショウウオ
5. ハヤブサ
6. ナミテントウムシ
7. エゾモモンガ
8. ヒメネズミ
9. エゾフクロウ
10. エゾリス
11. カワセミ
12. ニホンザル
13. ダイヤモンドダスト
14. ニホンジカとハシブトガラス
15. ムササビ
16. 桜島の火山雷
17. ノスリ
18. 樹氷
19. テカギイカ
20. 摩周湖
21. シマフクロウ
22. 雪の結晶
23. タンチョウ
24. 富士山
25. オカダンゴムシ
26. オオハクチョウ
27. コブハサミムシ
28. ゴマフアザラシ
29. 一本桜
30. エゾシカ
31. 都会の蝶
32. 空の風景
33. ニホンザル
34. 自然の風景
35. ホンドリス
36. カラス
37. 東京の滝
38. ツクシマイマイ
39. 富士山
40. アオバト
41. ブナ
42. トンボの羽化
43. 棚田
44. サクラマス
45. ヒメボタル
46. クリオネ
47. 尾瀬
48. キタキツネ
49. ナキウサギ

## スポンサー
- 旭化成建材（番組開始 - ・提供クレジットは「ネオマフォーム」・2007年3月までは一社提供）
- 旭化成（2007年4月 - ・提供クレジットは「Asahi KASEI」）

## ネット局・各地の放送時間（放送時間順）
| 放送対象地域       | 放送局                   | 系列                                    | 放送曜日・放送時間         |
| ------------------ | ------------------------ | --------------------------------------- | -------------------------- |
| 関東広域圏         | テレビ東京（TX）         | テレビ東京系列                          | 土曜日 17時15分 - 17時20分 |
| 愛知県             | テレビ愛知（TVA）        | テレビ東京系列                          | 土曜日 17時15分 - 17時20分 |
| 大阪府             | テレビ大阪（TVO）        | テレビ東京系列                          | 土曜日 17時15分 - 17時20分 |
| 北海道             | テレビ北海道（TVh）      | テレビ東京系列                          | 日曜日 17時15分 - 17時20分 |
| 静岡県             | 静岡第一テレビ（SDT）    | 日本テレビ系列                          | 土曜日 9時25分 - 9時30分   |
| 秋田県             | 秋田放送（ABS）          | 日本テレビ系列                          | 土曜日 10時25分 - 10時30分 |
| 香川県および岡山県 | 西日本放送（RNC）        | 日本テレビ系列                          | 土曜日 10時25分 - 10時30分 |
| 新潟県             | テレビ新潟放送網（TeNY） | 日本テレビ系列                          | 土曜日 11時35分 - 11時40分 |
| 福島県             | 福島中央テレビ（FCT）    | 日本テレビ系列                          | 土曜日 11時40分 - 11時45分 |
| 石川県             | テレビ金沢（KTK）        | 日本テレビ系列                          | 土曜日 11時40分 - 11時45分 |
| 広島県             | 広島テレビ放送（HTV）    | 日本テレビ系列                          | 土曜日 11時40分 - 11時45分 |
| 山口県             | 山口放送（KRY）          | 日本テレビ系列                          | 土曜日 11時40分 - 11時45分 |
| 福岡県             | 福岡放送（FBS）          | 日本テレビ系列                          | 土曜日 11時40分 - 11時45分 |
| 山形県             | 山形放送（YBC）          | 日本テレビ系列                          | 土曜日 11時45分 - 11時50分 |
| 富山県             | 北日本放送（KNB）        | 日本テレビ系列                          | 土曜日 12時55分 - 13時00分 |
| 宮城県             | 宮城テレビ放送（MMT）    | 日本テレビ系列                          | 土曜日 17時55分 - 18時00分 |
| 青森県             | 青森放送（RAB）          | 日本テレビ系列                          | 日曜日 7時25分 - 7時30分   |
| 岩手県             | テレビ岩手（TVI）        | 日本テレビ系列                          | 日曜日 11時25分 - 11時30分 |
| 長野県             | テレビ信州（TSB）        | 日本テレビ系列                          | 日曜日 11時25分 - 11時30分 |
| 福井県             | 福井放送（FBC）          | 日本テレビ・テレビ朝日系列 クロスネット | 土曜日 10時15分 - 10時20分 |